# Protestos de janeiro de 2015 na República Democrática do Congo
Os protestos de janeiro de 2015 na República Democrática do Congo foram uma série de manifestações, lideradas por estudantes da Universidade de Quinxassa, após o anúncio de uma proposta de lei que permitiria que o presidente do país, Joseph Kabila, permanecesse no poder até que um censo nacional pudesse ser realizado. As eleições eram planejadas para 2016 e um censo seria um empreendimento enorme que provavelmente levaria vários anos para o país em desenvolvimento.
Em 21 de janeiro, os confrontos entre a polícia e os manifestantes haviam ceifado pelo menos 42 vidas (embora o governo tenha afirmado que apenas 15 pessoas foram mortas, a maioria por guardas de segurança durante saques; o governo posteriormente ajustou esse número para 27 mortos). Como resultado dos protestos, o governo fechou algumas estações de rádio e cortou todas as comunicações de internet no país em 20 de janeiro.
Após uma série de reuniões entre diplomatas estrangeiros e funcionários do governo congolês, o Senado congolês aprovou a lei, omitindo a controversa cláusula do censo, e a oposição cancelou novos protestos.

## Eventos
Em 17 de janeiro de 2015, a Assembleia Nacional Congolesa (a câmara baixa do país) votou para revisar a lei eleitoral na constituição do país. A nova lei exigiria que um censo nacional fosse realizado antes das próximas eleições, o que, de acordo com o jornal The Guardian, "poderia atrasar as eleições gerais, que deveriam ocorrer [em] 2016". Em 19 de janeiro, após um apelo dos partidos da oposição, os manifestantes se reuniram em frente ao Palais du Peuple e foram posteriormente atacados com gás lacrimogêneo e munição real pelas forças de segurança do governo. Os protestos também ocorreram nas capitais das províncias orientais historicamente instáveis do Quivu do Norte e Quivu do Sul.
Em 20 de janeiro, as comunicações de internet, SMS e 3G no país foram cortadas. Em 21 de janeiro, o Arcebispo da Igreja Católica Congolesa, Cardeal Laurent Monsengwo declarou: "Denunciamos essas ações que causaram a morte e estamos lançando este apelo: pare de matar seu povo,... [e conclama o povo a usar] todos os meios legais e pacíficos para se opor à mudança da lei]." A Igreja Católica Romana conta com cerca de metade da população do país entre os seus congregados. No mesmo dia, diplomatas estadunidenses, britânicos, franceses e belgas reuniram-se com o presidente do Senado congolês, Léon Kengo, e instaram-no a suspender o debate e a votação sobre a lei de modificação ou remover as disposições controversas.
Em 24 de janeiro, diplomatas da Bélgica, União Europeia, França, Reino Unido, missão de paz das Nações Unidas no Congo e Estados Unidos reuniram-se em particular com o presidente Kabila em sua casa em Quinxassa.
Em 25 de janeiro, o Senado congolês removeu a cláusula controversa da lei proposta e a aprovou, levando a oposição a cancelar os planos de protestos no dia seguinte. O presidente Kabila tem até 24 de fevereiro para sancionar o projeto de lei.

## Ataques a negócios chineses
Cerca de 50 empresas administradas por cidadãos chineses nos bairros de Ngaba e Kalamu em Quinxassa foram alvo de saqueadores. Um artigo da Agence France-Presse informou que os ataques foram motivados pelo ressentimento das empresas locais em relação aos baixos preços das lojas administradas por chineses e a associação dos desordeiros das lojas administradas por chineses com os acordos de investimento do governo chinês que se tornaram uma peça central da política econômica do país.

## Detenção subsequente de ativistas
Em 15 de março, pelo menos 26 ativistas, jornalistas, diplomatas e civis foram presos em Quinxassa enquanto participavam de um workshop sobre liberdade de expressão. Entre os detidos estão jornalistas da BBC, AFP, RTBF e do grupo juvenil senegalês Y'en a Marre. Eles foram espancados pelas forças de segurança congolesas, presos e levados para serem interrogados por membros da Agência Nacional de Inteligência do Congo.
Em 17 de março, pelo menos dez pessoas foram presas e espancadas em Goma por protestarem contra as prisões anteriores em Quinxassa.